# The Price is Right

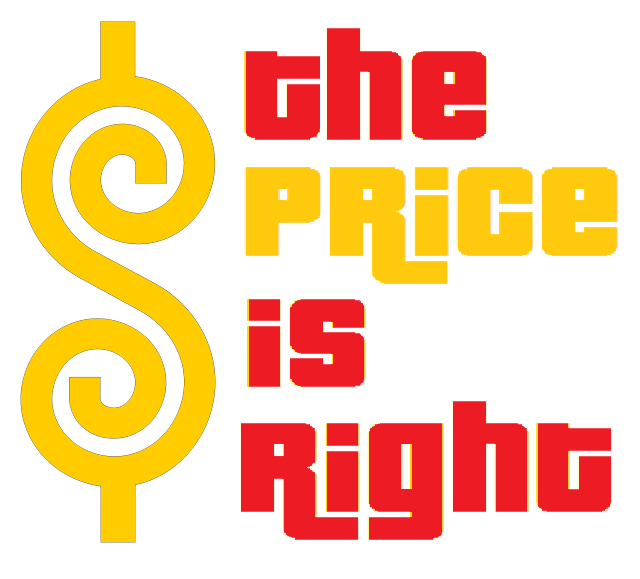
Logotipo de The Price Is Right. Originalmente usado en la versión estadounidense (con múltiples variaciones) desde 1972.

The Price is Right (también conocida en castellano como El Precio justo, El precio es correcto, Diga lo que vale o Atínale al precio) es una franquicia de concursos de televisión con origen estadounidense. Fue originalmente creado en 1956 por Bob Stewart para la productora Goodson-Todman Productions (encabezada por Mark Goodson y Bill Todman), aunque en la actualidad el programa es producido y poseído por FremantleMedia, miembro del Grupo RTL.
La franquicia se centra en concursos de televisión, pero también incluye tales mercancías como videojuegos, medios impresos, y juegos de mesa. La franquicia comenzó como un concurso de televisión transmitida desde 1956 hasta 1962, con presentación de Bill Cullen. Este programa fue renovado en 1972 en una versión emitida por la Columbia Broadcasting System (CBS), originalmente presentado durante casi 35 años por el ahora retirado Bob Barker, pero actualmente presentado por el comediante Drew Carey.
En el programa, los concursantes compiten para ganar dinero y premios pujando el precio de mercancías. El programa ha tenido éxito crítico, y sigue siendo un bastión en las audiencias de televisión. También consiguió apartarse del formato de trivias que se ha usado en otros concursos. Desde el estreno de la versión actual de The Price is Right, el programa ha sido adaptado en varios formatos internacionales a lo largo del mundo, más notablemente en el Reino Unido, España, Australia, México y Colombia.

## Versiones en Estados Unidos

### 1956-1965
La versión original de The Price is Right se transmitió inicialmente en Estados Unidos por la cadena de televisión National Broadcasting Company (NBC) desde 1953 hasta 1963, y posteriormente por su rival American Broadcasting Company (ABC) desde 1963 hasta 1965. Presentado por Bill Cullen, el programa involucró cuatro concursantes haciendo una oferta en productos costosos en la manera de subastas, excepto que Cullen no actuó el papel de subastador (los concursantes intentaron pujar más cercana al precio efectivo del producto sin pasar más de ese precio). Después de una ronda predeterminada de pujas, el concursante cuyo puja fue más cercana al precio correcto del producto—sin pasar más de ese valor—lo ganó. Al fin de cada edición, el concursante quien ganó el valor más largo (en dólares) fue declarado el ganador y se convirtió en el campeón regresando, con derecho a jugar de nuevo en la próxima edición. Esta versión de The Price is Right se terminó en 1965.

### 1972-presente
La versión moderna del concurso se estrenó por la CBS en 1972, con el título original de The New Price is Right; sin embargo, en el segundo año de esta versión, el programa volvió a su título original, retirando la adenda "New." El programa ha continuado su producción ininterrumpidamente en los Estados Unidos desde entonces, totalizando más de 6400 episodios. Por casi 35 años desde el 4 de septiembre de 1972, el programa fue presentado por Bob Barker, quien se retiró del programa en el 15 de junio de 2007 después de una carrera televisiva de 50 años. Reposiciones de episodios presentados por Barker se emitieron hasta el 15 de octubre de 2007, cuando Drew Carey debutó como el nuevo presentador. Los locutores de esta versión a lo largo de su historia han incluido: Johnny Olson (1972-1985), Rod Roddy (1986-2003), Rich Fields (2004-2010), y George Gray (2011-presente). The Price is Right comenzó como un programa diario de media hora, pero desde fines de 1975, se emite una hora completa. Episodios del programa se emiten diariamente por la CBS, de las 11:00 a las 12:00. El programa también se reemitió por la cadena de televisión por cable Game Show Network desde diciembre de 1996 hasta la expiración del contrato correspondiente en 2000.
En esta versión, cuatro concursantes ponen una puja sencilla en un producto inicial, en dólares solamente, porque la compañía de producción redondeará todos los precios al dólar más cercano; el concursante quien puja el más cercano al precio efectivo del producto sin pasar más gana el producto y luego llega a jugar varios minijuegos, los cuales se llaman "Pricing Games" en la mayoría de países que emiten el programa, incluyendo en Estados Unidos. En estos juegos, el concursante se le permite uno o más premios adicionales o más sustanciales; un concursante, a través de varios formatos de eliminación, puede encontrarse ganar un gran escaparate de premios a la conclusión del programa prediciendo el precio total de un "Showcase."
Cuando el programa expandió a una hora completa el 3 de noviembre de 1975, se introdujo el "Showcase Showdown," posicionado en ambas mitades del programa. Los tres concursantes quienes jugaron los "Pricing Games" anteriores se les pide a girar una rueda larga, que está etiquetada desde cinco centavos hasta un dólar en incrementos de cinco centavos. Los concursantes en ambos de los "Showcase Showdowns" quienes se acercan más a un dólar en un máximo de dos giros y deben dar a la rueda una vuelta completa, sin pasar más, son devueltos para competir para los "Showcases" al fin del programa.
Una de las frases más populares en el programa es "Come on down! You're the next contestant on The Price is Right!" ("¡Ven, baja! Eres el próximo concursante en The Price is Right!").
Se cree que el programa es el segundo concurso de mayor duración en toda la televisión, solo por detrás del programa de variedades Sábado Gigante en Univision, y el concurso de cinco días con la mayor duración en el mundo. The Price is Right, junto con To Tell the Truth y Let's Make a Deal, abarcan los tres concursos que han emitidos episodios nuevos en por lo menos seis décadas consecutivas. Es la única franquicia de concursos en ser vista nacionalmente en Estados Unidos con emisiones de estreno, ya sea en una cadena o en repetidora, desde de la década de 1950 en adelante.
En un artículo en 2007, la prestigiosa revista estadounidense TV Guide nombró el programa como "El Mejor Concurso de Televisión de Todos los Tiempos."
Muchos videojuegos se han basado en el concurso, incluyendo un juego lanzado por GameTek para el Commodore 64 en 1990. También se han lanzado juegos de mesa y máquinas de casino basados en el programa.
Además de su iteración principal, la versión moderna de The Price Is Right ha también contado con numerosos especiales (incluyendo The Price is Right Special en 1986, The Price is Right Salutes en 2002, y The Price is Right Million Dollar Spectacular en 2011). En adición, se han producido varias versiones concesionadas (The Nighttime Price is Right, con Dennis James entre 1972 y 1977 y luego con Bob Barker entre 1977 y 1980; otro programa llamado The Nighttime Price Is Right en la temporada 1985-1986, con presentación de Tom Kennedy; y The New Price Is Right en la temporada 1994-1995, con la presentación de Doug Davidson).

## Adaptaciones en el mundo

### Alemania
Der Preis Ist Heiß (El precio está caliente), presentado por Harry Wijnvoord y anunciado por Walter Freiwald, fue transmitido por RTL entre 1989 y 1997, sumando 1.873 episodios. Fue uno de los primeros concursos de la televisión privada alemana. En el año 2017 hubo un remake de Der Preis Ist Heiß, presentado por Wolfram Kons y anunciado por Thorsten Schorn, y transmitido por RTLplus.

### Argentina
El precio justo, presentado por Fernando Bravo y anunciado por Adrián Noriega, utilizaba un set similar a la versión estadounidense, fue emitido por Azul TV (actual Canal 9) de lunes a viernes a las 13:00 entre 1999 y 2000. A mediados de 2000 el programa pasó a Canal 13. 
El 4 de febrero de 2019, Lizy Tagliani fue la encargada de dar vida nuevamente al formato en el país por Telefe, canal del grupo Viacom. El programa concluyó en junio de 2020.

### Australia
La versión australiana de The Price Is Right ha tenido diferentes ediciones, las cuales son:
- Entre 1957 y 1959 en ATN-7 de Sydney (actualmente parte de Seven Network), presentada por Bruce Beeby y Keith Walshe.
- En 1958 en GTV-9 de Melbourne (actualmente parte de Nine Network), presentada por Geoff Manion.
- En 1963 en la cadena nacional Seven Network, presentada por Horrie Dargie.

Estas 3 versiones estaban basadas en la primera edición del programa en Estados Unidos.
- Entre 1973 y 1974 en la cadena nacional Network Ten, presentada por Garry Meadows. Esta edición era idéntica a la versión moderna del programa estadounidense.
- Entre 1981 y 1986 en Seven Network, presentada por Ian Turpie. Incluyó cambios en el esquema del programa, por lo que se tituló The New Price Is Right.
- En 1989 en Network Ten, presentada nuevamente por Ian Turpie. Duró 12 capítulos de una hora e iba los sábados en la noche.
- Entre 1993 y 1998 en la cadena nacional Nine Network, presentada por Larry Emdur y anunciada por Shawn Cosgrove. Utilizaba el mismo formato que The New Price Is Right.
- Entre junio de 2003 y noviembre de 2005 en Nine Network, presentada nuevamente por Larry Emdur. The Price Is Right fue el arma que usó la cadena para competir con Deal or No Deal de Seven Network, aunque sin mucho éxito.
- Entre mayo y diciembre de 2012 en Seven Network, presentada nuevamente por Larry Emdur y anunciada por Brodie Young.

### Bélgica
De Juiste Prijs, presentado por Jan Theys en la cadena VTM a partir de 1990.

### Brasil
O preço certo, presentado por Silvio Santos, emitido durante la década del ´80 por la cadena SBT.
En 2009, se estrenó una nueva versión homónima en Rede Record, presentada por Juan Alba que poseía varios elementos de la versión británica.

### Canadá
Versión franco-canadiense: Misez Juste, presentado por Alain Léveillé y anunciado por Fabien Major. Se emitía una o dos veces por semana entre 1994 y 1995 en TQS y contaba con premios pequeños (boletos para arrendar autos en vez de autos nuevos). Actualmente se produce una segunda versión llamada Price Is Right: Vous a jouer conducida por Phillipe Bond en la cadena V.
Versión en inglés: La cadena por cable Prime (actualmente TVtropolis) emitió entre agosto de 2002 y mayo de 2006 la versión estadounidense del programa con aproximadamente un mes de diferencia.

### Chile
Diga lo que vale, presentado por Don Francisco, fue emitido desde 1981 hasta 1987 por Canal 13 y su afiliada Telenorte como parte del programa Sábados gigantes. Era emitido después de Teletarde, y después se estrena por Vía X llamado El precio es correcto un remake de la televisión chilena en la actualidad conducido por Leo Caprile.

#### Lista de Juegos
- A la 1, A las 2, A las 3 (Easy as 1-2-3 en Estados Unidos)
- 4 Rounds (Punch-a-Bunch en Estados Unidos)
- 3 Strikes (Tres y a la Lona en Argentina)
- 5 Precios en Busca de Un Premio (Five Price Tags en Estados Unidos)
- Águila o Sol (Flip Flop en Estados Unidos)
- Cambalache (Switch? en Estados Unidos y Swap? en el Reino Unido)
- Cambiadero (Switcheroo en Estados Unidos)
- Cero de La Fortuna (Grand Game en Estados Unidos)
- Contra Reloj (Race Game en Estados Unidos)
- Contrapeso (Balance Game en Estados Unidos)
- ¿Cuánto Fue? (Check Out Game en Estados Unidos)
- Cubre Precios (Cover Up en Estados Unidos)
- Dame Carta (Card Game en Estados Unidos)
- De Par en Par (Money Game en Estados Unidos)
- Dígito Aventura (Any Number en Estados Unidos)
- ¿Dónde Quedó La Bolita? (Shell Game en Estados Unidos)
- Échatelo a la Bolsa (It's in the Bag en Estados Unidos)
- El Apretón (Squeeze Play en Estados Unidos)
- El Derroche (Hi-Lo en Estados Unidos)
- El Gato Encerrado (Secret "X" en Estados Unidos)
- El Panal (Spelling Bee en Estados Unidos)
- El Tiempo Es Oro (El Reloj en España y Clock Game en Estados Unidos)
- ¡Está Carísimo! (That's Too Much! en Estados Unidos)
- Hoyo en Uno o Dos (Hole in One (or Two presented by TaylorMade) en Estados Unidos)
- La Caja Fuerte (Safe Crackers en Estados Unidos)
- La Ganga (Bargain Game en el Reino Unido/Estados Unidos)
- La Línea de la Fortuna (Line 'em Up en Estados Unidos)
- La Llave Maestra (Master Key en Estados Unidos)
- La Montaña Siniestra (Cliff Hangers en Estados Unidos y El Alpinista en España): en la primera temporada el alpinista se llamaba "Goyo", y en la segunda temporada cambia el nombre a "Pancho".
- La Morralla (Pocket Change en Estados Unidos)
- La Zona Ganadora (Range Game en Estados Unidos)
- Las Marcas de Marco (Make your Mark/Barker's Markers en Estados Unidos)
- Límite de Crédito ('"Credit Card en Estados Unidos)
- Melón o Sandía (Double Prices en Estados Unidos)
- Número a la Casa (Pick-a-Number en Estados Unidos)
- Para un Lado o Para el Otro (Side by Side en Estados Unidos)
- Pasa el Peso (Pass the Buck en Estados Unidos)
- Paso a Pasito (Step Up en Estados Unidos)
- Plinko
- Rodar y Rodar (Let em Roll en Estados Unidos)
- Tanque Lleno (Gas Money en Estados Unidos)
- Te Doy Diez (10 Chances en Estados Unidos)
- Trece de la Suerte (Lucky Seven en Estados Unidos)
- Uno Arriba, Uno Abajo (One Away en Estados Unidos)
- Vamos a Mitas (1/2 Off! en Estados Unidos)
- Vienes o te Vas (Coming or Going en Estados Unidos)

### China
Gòu Wù Jie Dào (Calle de compras) es emitido por CCTV-2 y presentado por Zhen Cheng. Se desconoce si esta versión está basada en el formato actual de FremantleMedia, aunque posee varios elementos de la versión estadounidense.

### Colombia
La primera versión de El precio es correcto fue producida entre 1981 y 1991[cita requerida] por la productora RTI Televisión. Era un programa de media hora de duración emitido los martes a la una de la tarde por la antigua Cadena Dos, después del Telenoticiero del mediodía. Su presentadora era Gloria Valencia de Castaño y su anunciandor era Hernando Romero Barliza (El Capi).
En el programa se sucedían cuatro juegos cuyos concursantes eran seleccionados de igual forma que en las demás versiones internacionales. No existía un juego mayor al final del programa para premiar a los máximos ganadores del día.
El segundo y el cuarto juego eran siempre los mismos:
- El Mercadito: Entre seis artículos se deben escoger los cuatro que estén por encima o por debajo de cierta barrera, y en el que cada acierto aumentaba las ganancias de 10 a 100, a 1.000, a 10.000 y a 100.000 pesos. La originalidad colombiana consistía en el "triqui traque": si un concursante fallaba en su intento de conseguir los 100.000 pesos, la presentadora le proponía cambiar el dinero conseguido por un premio sorpresa mejor o peor.
- El Baile: Juego similar al Race Game americano, en el que hay cinco artículos en el escenario y el concursante dispone de cinco pancartas con cinco precios distintos y debe darle el precio correcto a cada artículo. El concursante tenía un minuto para correr de artículo en artículo y ponerle su precio y si el precio era correcto una luz se encendía. El toque criollo consistía en que el concursante debía desplazarse por el escenario bailando y para ello le proponían escoger música de fondo (cumbia, merengue, paso doble...).

El primer y el tercer juego eran variables y cambiaban de una semana a otra, pero retomando siempre los juegos de la versión estadounidense.
Una segunda versión, presentada por Iván Lalinde, se emitió desde el 11 de abril de 2011 por Caracol TV.
Algunos juegos de la edición del canal Caracol en comparación de la versión norteamericana:
- Pague la Diferencia (Lucky Seven en los EE. UU.)
- El Montañista (Cliff Hangers en los EE. UU.)
- Contrarreloj (Clock Game en los EE. UU.)
- Hoyo en Uno (Hole in One en los EE. UU.)
- Los Dados (Let 'em Roll en los EE. UU.)
- Blanco o Negro (Double Price en los EE. UU.)
- Plinko (similar en los EE. UU.)
- El Túnel del Tiempo (Before/After en los EE. UU.)
- El Ajuste (Pass the Buck en los EE. UU.)
- Cójale el Paso (Race Game en los EE. UU.)
- El Gangazo (1/2 Off! en los EE. UU.)
- El Monedero (Punch a Bunch en los EE. UU.)
- Ponchado (3 Strikes en los EE. UU.)
- El Mercado (It's in the Bag en los EE. UU.)
- La Caja Registradora (Check Out en los EE. UU.)
- Pare!!! (Frezze Frame en los EE. UU.)
- Triqui (Tic Tac Toe en los EE. UU.)
- La Pareja Ideal (Pick a Pair en los EE. UU.)
- El Orden de los Factores (Switcheroo en los EE. UU.)
- La Balanza (Balance Game en los EE. UU.)
- El Picaflor (Spelling Bee en los EE. UU.)
- Está Carísimo (That's Too Much en los EE. UU.)
- Espejito Espejito (One Away en los EE. UU.)
- San Bonifacio (Grand Game en los EE. UU.)
- El Termómetro (Range Game en los EE. UU.)
- El Tarjetazo (Shopping Spree en los EE. UU.)
- La Bolita (Shell Game en los EE. UU.)
- El Empujón (Push Over en los EE. UU.)
- La Isla del Tesoro (Flip Flop en los EE. UU.)
- El Chiripazo (Any Number en los EE. UU.)
- Cambis Cambeo.

### España
El precio justo fue emitido en La 1 de Televisión Española en dos versiones:
- Entre 1988 y 1993, dirigido por Ramón Pradera, presentado por Joaquín Prat y anunciado por Primitivo Rojas. Emitido en horario estelar. Su frase "A jugar" se hizo muy popular. En el programa debutaron como azafatas actrices y presentadoras de TV, como Beatriz Rico, Yvonne Reyes, Verónica Mengod, Arancha del Sol y Paloma Marín. Esta versión estaba basada en la británica de Leslie Crowther.
- Entre 1999 y 2001, presentado por Carlos Lozano y posteriormente por Guillermo Romero hasta 2002. Emitido en horario de la tarde. Perdió popularidad al pasar de la peseta al euro. Esta versión utilizaba el mismo set y música que Bruce's Price Is Right, la tercera adaptación del formato en Reino Unido. En esta etapa intervinieron azafatas como Pilar Rubio.

Entre ambas versiones, se hizo otra versión entre 1996 y 1997, presentada por Agustín Bravo en Canal 7 TV, un canal local de Madrid nacido en 1996. Emitido en horario de noche y teniendo especiales los sábados, con participación desde casa.
Posteriormente, Antena 3 se hizo con los derechos del programa y estrenó el 11 de septiembre de 2006 una nueva temporada, presentada por Juan y Medio, cuyo plató era similar a la versión del Reino Unido de la época. Empezó mejorando su franja, puesto que la serie juvenil Rebelde traía unas audiencias que giraban alrededor del 12%. El precio justo llegó en algunas ocasiones a marcar casi el 17% de audiencia, aunque conforme avanzaba el programa, la audiencia se fue desplomando, por lo que fue sustituido en el horario de las 16:00 por la telenovela brasileña El color del pecado y fue cambiado al horario de las 11:30. Finalmente y tras un par de semanas en ese horario, fue cancelado definitivamente.
Desde abril de 2021 se emite en Telecinco en 2 versiones ,  la versión diaria de lunes a viernes de 20:00 a 21:00 y la versión nocturna los lunes a las 22:50 presentado por Carlos Sobera.

#### Lista de juegos
- 5 Etiquetas/Los 5 Precios (Five Price Tags en los EE. UU.)
- Arriba o Abajo (Hi-Lo en los EE. UU.)
- Bono Juego (Bonus Game en los EE. UU.)
- Comodín (Joker en los EE. UU.)
- Elígeme (Barker's Markers/Make Your Mark en los EE. UU.)
- El Pellizco (Squeeze Play en los EE. UU.)
- El Precio Falso (One Wrong Price en los EE. UU.)
- El Precio Prohibido/La Trampa (Danger Price en los EE. UU.)
- El Precipicio (Cliff Hangers en los EE. UU.)
- El Reloj (Clock Game en los EE. UU.)
- Hoyo en Uno (Hole-In-One en los EE. UU.)
- La Carrera (Race Game en los EE. UU.)
- La Chistera (Shell Game en los EE. UU.)
- La Ganga (Bargain Game en los EE. UU.)
- La Llave Maestra (Master Key en los EE. UU.)
- La Papelera (Pushover en los EE. UU.)
- La Ruleta (Similar al Dice Game de los EE. UU.)
- La Subasta (Double Prices en los EE. UU.)
- La "X" oculta (Secret "X" en los EE. UU.)
- Las 3 X (3 Strikes en los EE. UU.)
- Los Dados (Let 'em Roll en los EE. UU.)
- Los Gemelos (Swap Meet en los EE. UU.)
- Mueve Ficha (Make Your Move en los EE. UU.)
- Plinko (Similar en los EE. UU.)
- Sobre Ruedas (Money Game en los EE. UU.)
- Todos los Números (Any Number en los EE. UU.)
- Uno de Dos (Switch? en los EE. UU.)
- Uno de Tres (Pick-A-Number en los EE. UU.)
- Uno más, Uno menos (One Away en los EE. UU.)

### Estonia
Kuum Hind (Precio caliente), presentado por Emil Rutiku, comenzó a emitirse en octubre de 2007 por Kanal 2.

### Filipinas
En 2001 la Associated Broadcasting Company (ABC) lanzó la versión filipina de The Price is Right con Dawn Zulueta como presentador. Debido a su poco éxito fue cancelado en el 2002.
En febrero de 2011 la cadena ABS-CBN lanzó una nueva versión de The Price Is Right con Kris Aquino como presentadora.

### Finlandia
Mitä Maksaa (¿Cuánto cuesta?) fue emitido entre 1983 y 1988, y era presentado por Mikko Yoderson. Era emitido por MTV3. Una segunda versión, presentada por Petri Liski, fue emitida por Nelonen desde 1998 hasta 2000.

### Francia
Le juste prix, primera versión presentada por Max Meynier (1987-1988), Eric Galliano (1988), Patrick Roy (1988-1992) y Philippe Risoli (1992-2001). Contaba con juegos como Les 30 secondes (Los 30 Segundos), Les 10 billets (Los 10 Billetes), La balle perdue (La Bala Perdida), entre otros.
La voz en off era de Harold Kay y posteriormente de Jean-Pierre Descombes. Pierre Nicolas y Descombes también prestaron su voz para el programa.
Se emitía de lunes a viernes en TF1 a las 12:05, hasta terminar el 31 de agosto de 2001, pese al éxito de audiencia. Posteriormente reapareció en France 2, bajo el título Le juste euro, presentado por Patrice Laffont a las 12:20, durante enero de 2002.
Mientras en TF1 el programa marcaba 35% de la audiencia, en France 2 sólo alcanzó el 11,6%.
Desde 2009, TF1 programa una nueva versión presentada por Vincent Lagaf'.

### India
Se han emitido tres versiones: Yehi Hai Right Price, Tol Mol Ke Bol, y The Price Is Right.

### Indonesia
Tebak Harga, presentado por Muhammad Farhan y emitido por TransTV. No duró mucho debido a la inestabilidad de la rupia, moneda oficial de Indonesia.

### Israel
Pachot o' Yoter (Más o menos) era presentado por el actor Aki Avni en 1994, y era emitido por Channel 2, esta versión utilizaba la misma escenografía que la versión alemana.

### Italia
OK, il prezzo è giusto!, presentado por Gigi Sabani (1982-1986), Iva Zanicchi (1986-2000), Emanuela Folliero (1999) y María Teresa Ruta (2001), fue transmitido entre el 13 de septiembre de 1982 al 13 de abril de 2001 en cadenas de la empresa Mediaset (entre 1983 y 1987 en Italia 1, de 1987 a 1988 en Rete 4, de 1988 a 1996 en Canale 5 y de 1996 a 2001 nuevamente en Rete 4), siendo la segunda versión de mayor duración y una de las tres versiones conducida por una mujer, el programa ha sido, en gran medida fiel, a la versión estadounidense (pero nunca ha utilizado la música de la versión estadounidense, incluido el tema principal), aunque han alterado un poco el formato para implementar el sistema de escaparate de un solo jugador como lo era en el Reino Unido.

### Japón
La versión japonesa, The Chance! (traducido como La oportunidad) era presentado por Shiro Ito y emitido por Tokyo Broadcasting System.

### Letonia
Veiksmes cena (El precio de la suerte) era presentado por Valters Krauze, con Edgars Loks como narrador. El programa debutó el 7 de enero de 2007 y duró sólo una temporada.

### Marruecos
Primer país de África en emitir una versión del programa. Ésta se realizó en 2002 y se transmitió en la cadena RTM.

### México
Atínale al precio fue la versión mexicana de The Price Is Right, producido en su primera etapa por Televisa y FremantleMedia del 6 de octubre de 1997 al 28 de noviembre de 2000 de lunes a viernes a las 6 de la tarde por el Canal de Las Estrellas. El programa fue presentado por Marco Antonio Regil y anunciado por Jaime Kurt. Kurt fue sustituido por Rubén Aguirre y este a su vez por Hector Sandarti. El programa finalizó para dar paso a la primera versión mexicana de Family Feud, titulada 100 mexicanos dijeron. 
La segunda etapa de Atínale al Precio inició el 12 de abril de 2010, nuevamente con transmisiones por el Canal de las Estrellas de Televisa. De nuevo fue conducido por Marco Antonio Regil y ahora el anunciador fue Julio César Palomera, con nueva escenografía, nuevos juegos, y el patrocinio de la tienda de autoservicio Chedraui. Se transmitió los lunes, miércoles y viernes a las 3 de la tarde, a la par con la nueva versión mexicana de Family Feud, 100 mexicanos dijeron.
La temporada terminó el lunes 21 de febrero de 2011 siendo cambiado junto con 100 mexicanos dijeron por La rosa de Guadalupe y Como dice el dicho, estos más tarde serían movidos a las 5PM, y en su lugar el programa Laura.

#### Lista de Juegos
- A la 1, A las 2, A las 3 (Easy as 1-2-3 en los Estados Unidos)
- 4 Rounds (Punch-a-Bunch en los Estados Unidos)
- 3 Strikes (Tres y a la Lona en Argentina)
- 5 Precios en Busca de Un Premio (Five Price Tags en Estados Unidos)
- Águila o Sol (Flip Flop en los Estados Unidos)
- Cambalache (Switch? en los Estados Unidos y Swap? en el Reino Unido)
- Cambiadero (Switcheroo en los Estados Unidos)
- Cero de La Fortuna (Grand Game en los Estados Unidos)
- Contra Reloj (Race Game en los Estados Unidos)
- Contrapeso (Balance Game en los Estados Unidos)
- ¿Cuánto Fue? (Check Out Game en los Estados Unidos)
- Cubre Precios (Cover Up en los Estados Unidos)
- Dame Carta (Card Game en los Estados Unidos)
- De Par en Par (Money Game en los Estados Unidos)
- Dígito Aventura (Any Number en los Estados Unidos)
- ¿Dónde Quedó La Bolita? (Shell Game en los Estados Unidos)
- Échatelo a la Bolsa (It's in the Bag en los Estados Unidos)
- El Apretón (Squeeze Play en los Estados Unidos)
- El Derroche (Hi-Lo en los Estados Unidos)
- El Gato Encerrado (Secret "X" en los Estados Unidos)
- El Panal (Spelling Bee en los Estados Unidos)
- El Tiempo Es Oro (El Reloj en España y Clock Game en los Estados Unidos)
- ¡Está Carísimo! (That's Too Much! en los Estados Unidos)
- Hoyo en Uno o Dos (Hole in One (or Two presented by TaylorMade) en los Estados Unidos)
- La Caja Fuerte (Safe Crackers en los Estados Unidos)
- La Ganga (Bargain Game en el Reino Unido y los Estados Unidos)
- La Línea de la Fortuna (Line 'em Up en los Estados Unidos)
- La Llave Maestra (Master Key en los Estados Unidos)
- La Montaña Siniestra (Cliff Hangers en los Estados Unidos y El Alpinista en España): en la primera temporada el alpinista se llamaba "Goyo", y en la segunda temporada cambia el nombre a "Pancho".
- La Morralla (Pocket Change en los Estados Unidos)
- La Zona Ganadora (Range Game en los Estados Unidos)
- Las Marcas de Marco (Make your Mark/Barker's Markers en los Estados Unidos)
- Límite de Crédito ('"Credit Card en los Estados Unidos)
- Melón o Sandía (Double Prices en los Estados Unidos)
- Número a la Casa (Pick-a-Number en los Estados Unidos)
- Para un Lado o Para el Otro (Side by Side en los Estados Unidos)
- Pasa el Peso (Pass the Buck en los Estados Unidos)
- Paso a Pasito (Step Up en los Estados Unidos)
- Plinko
- Rodar y Rodar (Let em Roll en los Estados Unidos)
- Tanque Lleno (Gas Money en los Estados Unidos)
- Te Doy Diez (10 Chances en los Estados Unidos)
- Trece de la Suerte (Lucky Seven en los Estados Unidos)
- Uno Arriba, Uno Abajo (One Away en los Estados Unidos)
- Vamos a Mitas (1/2 Off! en los Estados Unidos)
- Vienes o te Vas (Coming or Going en los Estados Unidos)

#### Gran Paquete
- Entre 1997 y 1999, los dos ganadores de cada ruleta iban al Gran Paquete donde ganaba el que tenga la menor diferencia (similar a la versión norteamericana actual).
- A partir de 2010, el concursante que va al Gran Paquete se decide el que le pegue a la cantidad más alta en la ruleta, el nuevo Gran Paquete es similar a las dos últimas versiones británicas, con rangos de $3,000 a $30,000, no se deben pasarse ni deben fallar por más de dicha cantidad.

### Nueva Zelanda
The Price is Right, emitido durante 1992 y presentado por Dave Jamieson en TV3, aunque se filmaba en los estudios de TVNZ, su cadena rival. En los últimos años, la versión australiana ha sido emitida por Prime Television de Nueva Zelanda.

### Países Bajos
The Price Is Right ha tenido 3 versiones en los Países Bajos:
- Prijs je rijk, presentada por Fred Oster y anunciada por IJf Blokker y posteriormente Pierre van Ostade. Emitido en AVRO en 1987, esta versión utilizaba un set similar a la versión estadounidense.
- Prijzenslag (Batalla de dinero), presentada por Hans Kazán y anunciada por Rob Kaptein y luego Tom Mulder (basado en la versión alemana). Emitida por RTL 4 entre 1989 y 1995.
- Cash en Carlo (El efectivo y Carlo), versión actual presentada por Carlo Boszhard y anunciada por Eddy Keur, basada en Bruce's Price Is Right, aunque no utilizaba el mismo set y música que dicho programa. Emitida por RTL 7 entre 2004 y 2005.

### Paraguay
El precio justo, presentado por Manuel Bernardes, fue emitido por Asunción TV (hoy Latele).

### Perú
Diga lo que vale era presentado por Johnny López entre 1982 y 1984 por Panamericana Televisión. Se realizó una segunda versión en 1987 pero el programa fue retirado ya que su presupuesto se encarecía, debido a la inflación reinante en el país por aquella época.

### Polonia
Dobra cena (El precio correcto) se emitió desde 1997 hasta 1998 por TVN y era presentado por Grzegorz Wons.

### Portugal
O preço certo, presentado actualmente por Fernando Mendes. Estrenado en la década del ´90 con Carlos Cruz, y posteriormente con Nicolau Breyner como conductor la cual poseía un set similar a la versión alemana, la música de la versión estadounidense y efectos de sonido similares a los de la versión australiana. Con el cambio de escudo a euro el programa se pasó a titular O preço certo em euros, presentado por Jorge Gabriel y posteriormente por Fernando Mendes, y con Miguel Vital como locutor. En otoño de 2006 se relanza el programa, inspirándose en la nueva versión británica y con el título O preço certo, y se transmite en RTP1 de lunes a viernes a las 19:00 hasta el momento.

### Reino Unido
The Price Is Right, versión británica emitida en diferentes temporadas, las cuales son:
- Entre 1984 y 1988, presentado por Leslie Crowther y emitido en ITV1, los sábados por la noche, el formato era idéntico a la versión americana, el escaparate se jugó de igual forma que la versión americana.
- En 1989, presentado por Bob Warman y emitido en SKY One, retuvo muchos de los elementos de la Versión de Leslie Crowhter pero un poco más "americanizados", usó la música de la versión americana, además poseía un borde de luz en la entrada, el escaparate revolucionaba el formato del programa con rangos que oscilaban entre £250 y £1,000, el ganador elegía un rango con nueve tarjetas, el jugador tenía que apostar dentro del margen y sin pasarse, ese estilo del escaparate se utiliza en otros países como Portugal, Holanda, México, Indonesia, Filipinas, Colombia, entre otros.
- Entre 1995 y 2001, presentado por Bruce Forsyth y emitido en ITV1. El título de esta versión era Bruce´s Price Is Right, ese programa revolucionó el formato a nivel mundial, en el cual se utilizaban monitores en vez de pantallas monocromáticas en la fila de los concursantes, y los rangos del escaparate oscilaban entre £1,000 y £5,000 con un botón y una pantalla grande, esta variación se usó también en la versión española pero con dos concursantes.
- En 2006, presentado por Joe Pasquale y emitido en ITV1, lunes a viernes de 14:00 a 14:30 y 17:00 a 18:00 (estreno), siendo reemplazado en este horario a partir del martes 12 de diciembre por Extinct - The Quiz, el programa ha seguido las reglas de las versiones de Bob Warman y Bruce Forsyth, primero el programa duraba media hora, y después fue expandido a una hora.

### Rumania
Pretul corect, transmitido por Pro TV desde noviembre de 1997 y presentado por Stelian Nistor.

### Taiwán
Gòu Wù Jie Dào (Calle de compras) es emitido por China Television. Posee elementos similares a la versión italiana.

### Turquía
Kaç Para? (¿Cuánto (dinero)?) era presentado por Özkan Ugur y Vatan Sasmaz. El programa comenzó a emitirse por ATV, ahora se transmite una versión desde 2011 con elementos similares a la versión francesa con un formato de escaparate en el que si la diferencia está dentro del margen, aún pasándose, se gana el premio.

### Venezuela
El precio justo fue realizado por Radio Caracas Televisión en 2002.

### Vietnam
Hay Chon Giá Ðúng (Escoge el precio correcto) es producido y emitido los domingos a través de VTV3 desde 2004. Tran Ngoc es el presentador desde 2012.